# Charlie Colin
Charlie Colin (Newport Beach, 22 novembre 1966 – Bruxelles, 17 maggio 2024) è stato un musicista e bassista statunitense.
Fu il fondatore e il bassista del gruppo rock Train. Suonava anche la chitarra e dopo aver dovuto lasciare la formazione cantò in altre band come voce di sottofondo.

## Biografia
Charlie Colin nacque a Newport Beach, in California, il 22 novembre 1966. Iniziò a suonare la chitarra intorno agli otto anni quando viveva in Virginia. Successivamente la sua famiglia tornò a Newport Beach. Nel periodo del liceo praticò surf e pallanuoto. In seguito visse per qualche tempo a Singapore, dove compose jingle.
Rientrato negli USA, conobbe Jimmy Stafford e Rob Hotchkiss coi quali a San Francisco fondò il gruppo Apostles, che incise un solo album.
Nel 1993 Hotchkiss incontrò poi Pat Monahan. I due scrissero insieme diverse canzoni nella Bay Area e convinsero Stafford e Colin a entrare nella nuova band, i Train. Fu chiamato anche un batterista, Scott Underwood.
I Train si fecero conoscere con la canzone Meet Virginia nel 1999, ma il grande successo arrivò grazie al brano Drops of Jupiter del 2001. Il gruppo fece tournée a livello nazionale, dopo aver aperto concerti per Hootie & the Blowfish, Sheryl Crow, Counting Crows, Barenaked Ladies.
Nel 2003, Colin fu licenziato dal gruppo a causa dell'abuso di sostanze stupefacenti. Dopo essersi disintossicato, fece parte delle band Food Pills, Painbirds, Side Deal.
Negli ultimi anni Colin protesse artisti senzatetto. Divenne noto anche per la sua collezione d'opere d'arte.
Colin fu ritrovato morto in casa di un amico a Bruxelles il 22 maggio 2024. Il suo cadavere era nella doccia, dove era scivolato: la morte sarebbe avvenuta cinque giorni prima. Colin si trovava da qualche tempo in Belgio per guidare un corso presso il conservatorio della capitale. Al momento del decesso, era anche direttore musicale del Newport Beach Film Festival, secondo i suoi profili sui social media.